# Buenos Aires (Huarmaca)
Buenos Aires es un caserío peruano ubicado en el distrito de Huarmaca, perteneciente a la provincia de Huancabamba del departamento de Piura, al norte del Perú.

## Ubicación
Buenos Aires se ubica al este de la provincia de Huancabamba, en el distrito de Huarmaca, en el departamento de Piura.

## Demografía
En 2017 Buenos Aires tenía una población de 117 habitantes.